# Prophet-5
Prophet-5 — пятиголосный аналоговый синтезатор, производившийся Sequential Circuits между 1978 и 1984 годами. Он был сконструирован Дэйвом Смитом и Джоном Боуэном. Prophet-5 стал первым полностью программируемым многоголосным синтезатором и первым музыкальным инструментом со встроенным микропроцессором.

## Производство
Prophet-5 был создан в 1977 году Дэйвом Смитом и Джоном Боуэном из Sequential Circuits, перед ними стояла задача создать первый многоголосный синтезатор с возможностью сохранения и дальнейшего воспроизведения патчей. Первоначально они собрали Prophet-10, десятиголосный синтезатор, тем не менее он был не стабилен и быстро перегревался, создавая звуковые помехи. Смит и Боуэн убрали половину электроники, сократили количество голосов до пяти и создали Prophet-5.
Смит представил эту модель на выставке-ярмарке NAMM в январе 1978 года и продал первые инструменты позже в том же году. В отличие от своего ближайшего конкурента, Yamaha CS-80, Prophet-5 имел патч-память, которая позволяла сохранять звуки вместо того, чтобы каждый раз заново программировать их.

### Prophet-10

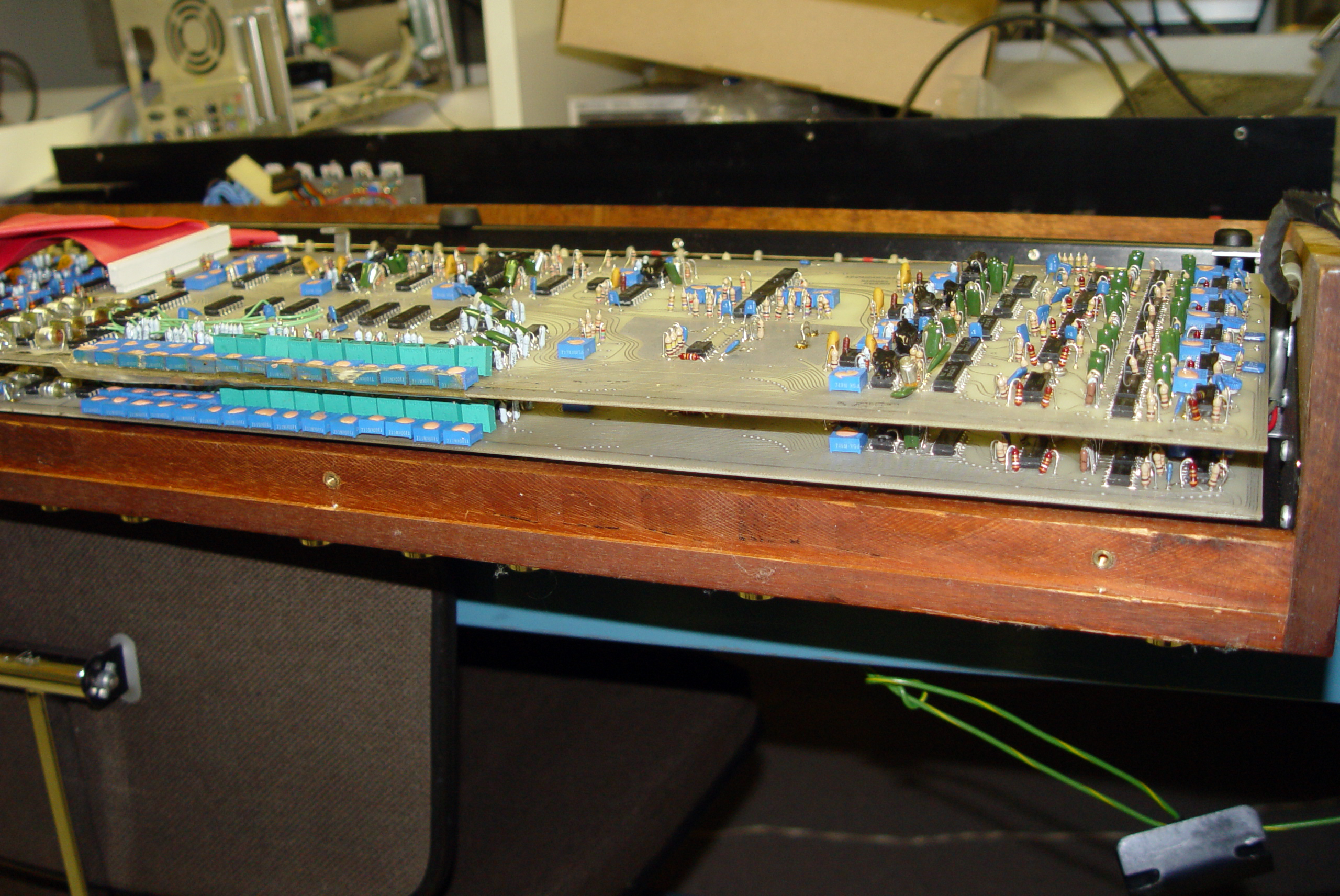
В Prophet-10 пара звуковых панелей Prophet-5 обеспечивала десять голосов

В 1981 году Sequential Circuits наконец-то выпустили синтезатор Prophet-10, в котором было 10 голосов, 20 генераторов и двухмануальная клавиатура. Как и третья версия Prophet-5 он использовал CEM чипы.

## Влияние
Prophet-5 стал лидером на рынке и стандартом музыкальной индустрии. Его использовали такие музыканты, как Майкл Джексон, Tangerine Dream, Мадонна, Патрик Каули, Dr Dre, Too Short, Radiohead, Джон Карпентер, Алан Ховарт и Джон Харрис. Брэд Фидель использовал Prophet-10 для записи саундтрека к фильму «Терминатор» 1984 года. Prophet-5 использовали джазовые и фьюжн-музыканты (например, Джордж Дюк в альбоме «A Brazilian love affair», 1980), а также представители третьего течения (т.н. ECM music), продвигавшие электронику, в том числе, Ральф Таунер (в альбоме «Blue sun», 1983), Лайл Мэйс («As falls Wichita, so falls Wichita Falls», 1981) и другие.

## Для дальнейшего чтения
- Prophet 5 (неопр.) // Music Technology : magazine. — 1988. — October (т. 2, № 12). — С. 42. — ISSN 0957-6606.
- Retro: SCI Prophet 5 (неопр.) // Future Music : magazine. — Future Publishing, 1996. — September (№ 47). — С. 53. — ISSN 09670378.

## Доп. ссылки
- Prophet-5 profile on Vintage Synth Explorer